# ファノ共鳴

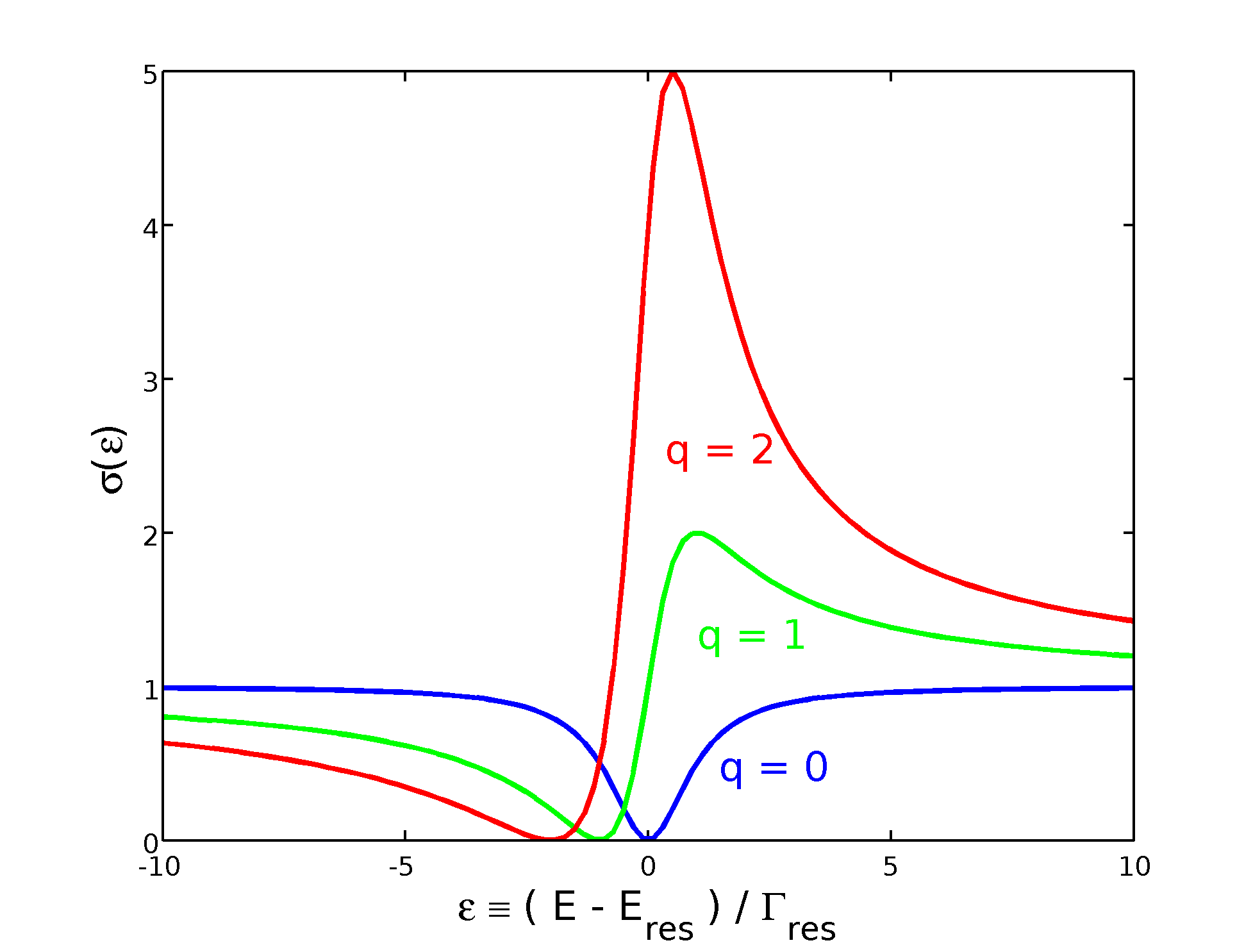
非対称ファノ線形状を示すパラメータqの様々な値に対する散乱断面積vs正規化エネルギーをプロットしたもの

物理学において、ファノ共鳴とは非対称な線状になる一種の共鳴散乱現象。背景と共鳴散乱過程の間の干渉により非対称の線が生成される。この名前は、ヘリウムからの電子の非弾性散乱の散乱線形状の理論的説明を行ったイタリア生まれのアメリカ人物理学者ウーゴ・ファノに由来しているが、エットーレ・マヨラナがこの現象を発見した最初の人物であった。これは一般的な波動現象であるため、物理学や工学の多くの分野で例を見つけることができる。

## 歴史
ファノ線形状の説明は、最初にヘリウムによる非弾性電子散乱と自己イオン化の文脈に現れた。入射電子は二重に原子を {\displaystyle 2s2p} 状態（一種の形状共鳴）に励起する。二重で励起された原子は、励起された電子の1つを放出することにより自発的に減衰する。ファノは入射電子を単に散乱させる振幅と自己イオン化により散乱する振幅との間の干渉が、自己イオン化寿命の逆数に非常に近い線幅を有する自己イオン化エネルギーの周りに非対称散乱線形状を生成する。

## 説明
ファノ共鳴の線形状は2つの散乱振幅間の干渉に起因する。1つは連続状態内の散乱によるもの（背景過程）、もう1つは離散状態の励起（共鳴過程）によるものである。共鳴状態のエネルギーは効果が生じるために連続体（背景）状態のエネルギー範囲内になくてはならない。共鳴エネルギーの近くでは、背景散乱振幅は典型的にはエネルギーとともにゆっくり変化し、一方で共鳴散乱振幅は大きさと位相の両方がすばやく変化する。これが非対称な形状を作り出している。
共鳴エネルギーから遠いエネルギーについては、背景散乱過程が支配的である。共鳴エネルギーの {\displaystyle 2\Gamma _{\mathrm {res} }} 内では、共鳴散乱振幅の位相は {\displaystyle \pi }変化する。非対称な線形状を作り出すのは、この位相の急激な変化である。
ファノは全散乱断面積 {\displaystyle \sigma } が以下の形であることを示した。
{\displaystyle \sigma \approx {\frac {\left(q\Gamma _{\mathrm {res} }/2+E-E_{\mathrm {res} }\right)^{2}}{\left(\Gamma _{\mathrm {res} }/2\right)^{2}+\left(E-E_{\mathrm {res} }\right)^{2}}}}
{\displaystyle \Gamma _{\mathrm {res} }} は共鳴エネルギーの線幅を表し、qはファノパラメータであり、共鳴散乱と直接（背景）散乱振幅の比を表す（これはFeshbach–Fano分割理論の解釈と一致する）。直接散乱の振幅が消える場合、qパラメータは無限になり、ファノの式は通常のBreit–Wigner (ローレンシアン) の式になる。
{\displaystyle {\frac {\left(\Gamma _{\mathrm {res} }/2\right)^{2}}{\left(\Gamma _{\mathrm {res} }/2\right)^{2}+\left(E-E_{\mathrm {res} }\right)^{2}}}}

## 例
ファノ共鳴の実例は原子物理学、核物理学、凝縮系物理学、回路、マイクロ波工学、非線形光学、ナノフォトニクス、磁気メタマテリアル、力学波で見つけることができる。